# Opel OHC Four
Il nome Opel OHC Four identifica una superfamiglia di motori a scoppio e diesel prodotti a partire dal 1977 dalla Casa automobilistica tedesca Opel, non solo per le proprie vetture, ma anche per altri modelli prodotti con altri marchi che nel corso degli anni hanno gravitato nell'orbita del gruppo General Motors.

## Caratteristiche
I motori OHC Four della Opel costituiscono un'importante pietra miliare nell'evoluzione motoristica della Casa tedesca, in quanto propongono alcune importanti novità. Prima di tutto con i motori OHC Four esordisce la testata in lega di alluminio, ed inoltre anche la distribuzione subisce degli aggiornamenti con l'introduzione dell'albero a camme in testa con bilancieri, ma sistemato superiormente alle valvole e non più lateralmente ad esse come nei motori CIH Four. I motori OHC Four non erano però solo monoalbero, ma in alcune versioni erano anche bialbero.
In questa sede i motori OHC Four sono stati definiti come superfamiglia in quanto in realtà costituiti da tre famiglie di motori. Tali famiglie erano le seguenti:
- Family 0, con cilindrate comprese fra 1 ed 1,4 litri;
- Family I, con cilindrate comprese fra 1,2 ed 1,8 litri;
- Family II, con cilindrate comprese fra 1,6 e 2,4 litri.

In generale, a prescindere dalla famiglia in questione, le caratteristiche dei motori Opel OHC Four erano:
- architettura a 4 cilindri in linea;
- basamento in ghisa;
- testata in lega di alluminio;
- distribuzione ad asse a camme (singolo o doppio) in testa;
- testata a valvole in testa (due o quattro);
- albero a gomiti su 5 supporti di banco.

I motori OHC Four sono stati proposti prevalentemente con alimentazione a benzina: tuttavia sulla base di questi motori sono nate anche due versioni a gasolio incluse fra i motori Family II. 